# شهرستان هولمز (فلوریدا)
شهرستان هولمز، فلوریدا (به انگلیسی: Holmes County, Florida) یک سکونتگاه مسکونی در ایالات متحده آمریکا است که در فلوریدا واقع شده‌است.

## خصوصیات
شهرستان هولمز ۱٬۲۶۶٫۵۱ کیلومترمربع مساحت دارد.